# Rio Santa Maria
O rio Santa Maria é um rio brasileiro do estado do Rio Grande do Sul. Nasce ao nordeste do município de Dom Pedrito e tem sua foz no rio Ibicuí, desembocando no rio Uruguai.
A sua bacia hidrográfica, localiza-se na fronteira sudoeste do Rio Grande do Sul, cobrindo seis municípios (Rosário do Sul, Cacequi, Santana do Livramento, Dom Pedrito, São Gabriel, Lavras do Sul), e abrange uma área de 15.739 quilômetros quadrados, correspondendo a aproximadamente 5,6% da área do Rio Grande do Sul.